# رای، ویکتوریا
رای (به انگلیسی: Rye) یک شهرک در استرالیا است که در ویکتوریا (استرالیا) واقع شده‌است.